# Adam Hanieh
Adam Hanieh es un activista académico de derechos humanos y de estudios de desarrollo económico.
Es profesor titular de estudios de desarrollo en SOAS, la Escuela de Estudios Orientales y Africanos, miembro fundador del Centro SOAS para Estudios de Palestina y miembro del Consejo de Investigación Británica en el Levante.
Se destaca por su investigación sobre la economía política del Oriente Medio, la migración laboral, la formación de clases y estado en el Consejo de Cooperación para los Estados Árabes del Golfo y los estudios sobre Palestina. De 1997 a 2003, completó una maestría en Estudios Regionales en la Universidad Al Quds University. Hanieh tiene un Philosophiæ doctor en ciencias políticas de la Universidad de York en Canadá, y enseñó en la Universidad de Zayed en los Emiratos Árabes Unidos antes de unirse SOAS en Londres.
Cuando Adam Hanieh en septiembre de 2016 fue a dar una serie de conferencias  en la Universidad de Birzeit en Palestina, fue detenido y deportado de Israel diciéndole que tenía prohibido entrar en Israel / Palestina durante diez años. SOAS condenó la prohibición, y la Directora de SOAS Valerie Amos declaró que el incidente constituyó "una violación arbitraria de la libertad académica".